# هجوم القصير
كان هجوم القصير عملية شنتها قوات الحكومة السورية ضد قوات المعارضة في القصير في محافظة حمص خلال الحرب الأهلية السورية. بدأت العملية في 4 أبريل 2013، واضطلع الجيش السوري وميليشيا حزب الله وقوات الدفاع الوطني بأدوار رئيسية في الهجوم. وكان هدفها الاستيلاء على جميع القرى المحيطة بمدينة القصير التي يسيطر عليها الجيش السوري الحر، وبذلك تشديد الحصار المفروض على المدينة وشن هجوم على القصير نفسها في نهاية المطاف. وكانت المنطقة طريق إمداد هام للمتمردين الذين يقاتلون قوات الحكومة السورية في حمص.

## الخلفية
ابتداء من نوفمبر 2011، حاصر الجيش السوري القصير. ويُعتقد أن ما لا يقل عن 66 من سكان المدينة قد قتلوا في النزاع قبل أن يبدأ القتال في فبراير 2012.
وتتفاقم أهمية المدينة بموقعها المجاور للبنان وباعتبارها طريقا لتهريب الأسلحة. كما أنها تسمح بمراقبة الحدود مع لبنان وقرية القصر اللبنانية. والأهم من ذلك، هو أنها موقع الطريق السريع من دمشق إلى حمص. وترى الحكومة أن الاحتفاظ بإمكانية الوصول إلى الطريق كان سيضطر مقاتلي المعارضة إلى مغادرة معاقلهم في حمص بقطع طرق الإمداد. وكانت أيضا موقع الطريق الرئيسي إلى طرطوس.
التفاصيل الدقيقة للأفراد والمؤسسات التي أشرفت على تخطيط العملية أقل وضوحاً، غير أن قائد قوة القدس قاسم سليماني قيل إنه العقل المدبر للهجوم على القصير. «العملية كلها تم تنظيمها من قبل سليماني. لقد كان انتصارا عظيما له».

## الهجوم

### القتال في الريف
في 11 أبريل، هاجم الجيش السوري، إلى جانب قوة كبيرة من مقاتلي حزب الله، قرية تل النبي مندو الاستراتيجية واستولت عليها من قوات المتمردين. استمر القتال حتى اليوم التالي لكنه وصف بأنه متفرق. قتل 40 من رجال ميليشيات حزب الله والجنود السوريين في المعركة الشرسة من أجل التل. أهمية تل النبي مندو في موقعها الاستراتيجي. تستطيع القوة التي تسيطر على تل النبي مندو إطلاق النار على معظم القرى الحدودية في المنطقة. وبسبب ذلك، فر الناس من القرى الموالية للحكومة بعد أن استولت المعارضة سابقا على التل.
وفي 14 أبريل، وبعد أن حذر المتمردون لبنان في وقت سابق من أنه سينتقم على مشاركة حزب الله إلى جانب قوات الحكومة السورية، شن المتمردون هجوما صاروخيا فوق الحدود ضد بلدتي الهرمل والقصر اللبنانيتين، مما أسفر عن مقتل لبنانيين اثنين، من بينهم طفل، وإصابة ستة آخرين.
وفي 17 أبريل، أدى القصف الذي شنته الحكومة على البويضة الشرقية إلى مقتل ما لا يقل عن 12 شخصاً، من بينهم امرأتان وطفلان. وفي الوقت نفسه، احتدم القتال في ضواحي بلدة آبل. وأفاد ناشطون معارضون بأن 700 من ميليشيا حزب الله انتشروا في بلدة النزارية بالقرب من القصير.
وفي 18 أبريل، سيطر الجيش السوري الحر على قاعدة الضبعة الجوية بالقرب من مدينة القصير. ولم يكن للقاعدة طائرات وكانت تستخدم أساسا لتمركز القوات البرية. وفي الوقت نفسه، سيطر الجيش السوري على بلدة آبل. ووصف مدير المركز السوري لحقوق الإنسان استيلاء الجيش على البلدة بأنه سيعرقل تحركات المتمردين بين القصير ومدينة حمص. وقال إن الاستيلاء على المطار كان سيخفف من الضغط على المتمردين في المنطقة، بيد أن فقدانهم لآبل جعل الوضع أكثر تعقيدا. وقتل 21 مقاتلا متمردا، بينهم قائد واحد، خلال القتال من أجل آبل.
وفي 20 أبريل، استولت قوات الحكومة وحزب الله على قرية الرضوانية، وشددت حصار القصير. وذكر نشطاء المعارضة أن التنسيق بين الجيش وحزب الله كان قويا جدا وأن مقاتلي حزب الله تلقّوا غطاء جوي أثناء تقدمهم. كما بدأ هجوم حزب الله على البرهانية. كما وردت أنباء عن اندلاع قتال جديد في تل النبي مندو، مع اندلاع اشتباكات أخرى في قريتي سقرجة وأبو حوري. ووصف ناشط من القصير الوضع بأنه سيء للغاية، حيث حاولت القوات الحكومية الاستيلاء على الريف حول المدينة، من أجل مهاجمة المدينة نفسها.

### معركة القصير
في 5 حزيران، استطاعت قوات الجيش السوري وقوات حزب الله اللبناني السيطرة على مدينة القصير بعد انسحاب مقاتلي المعارضة منها. مثّل سقوط القصير نصراً استراتيجياً للدولة السورية، بعد أسبوعين من المعارك العنيفة.